# احتراق ناقص

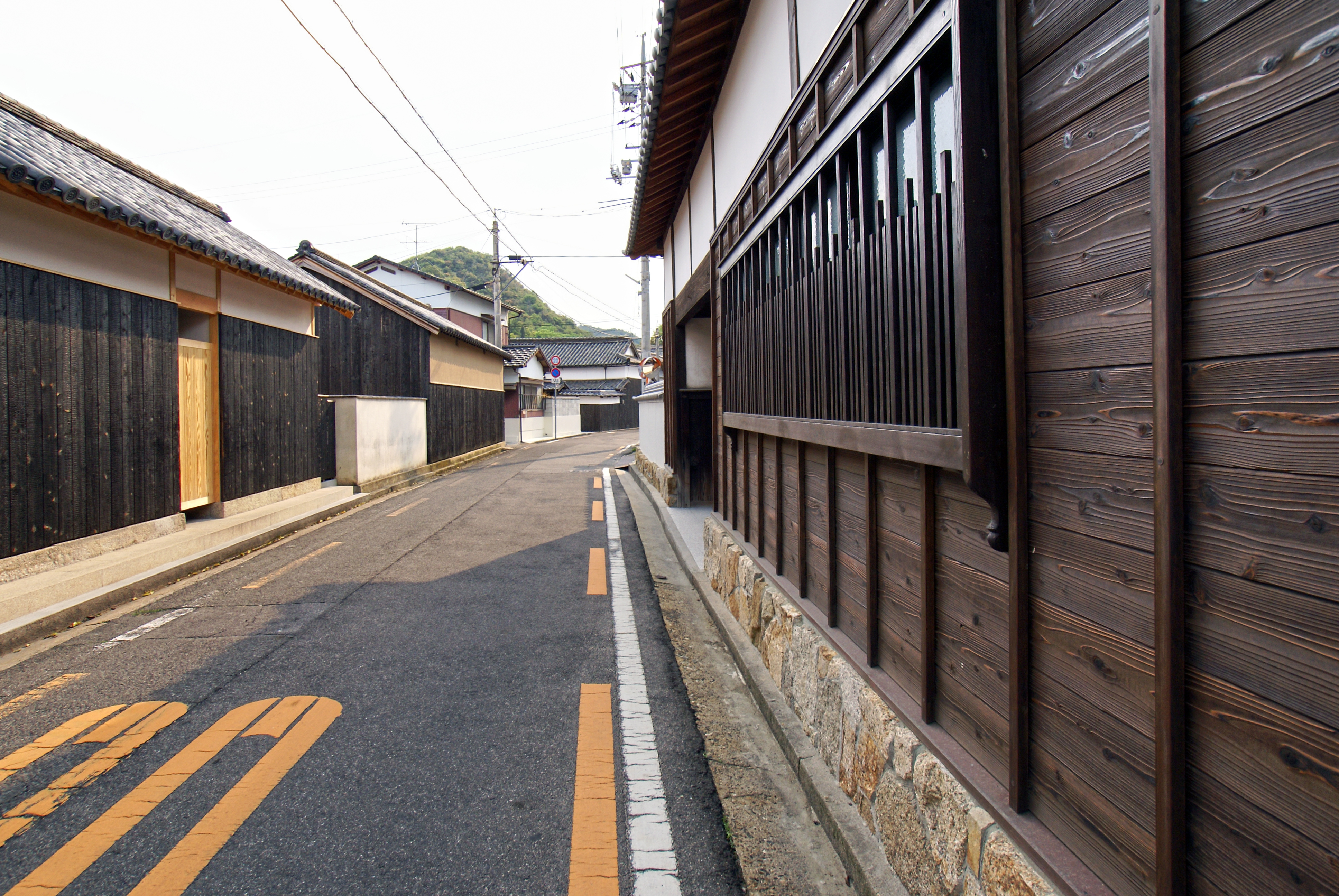
منازل تقليدية في ناوشيما، كاغاوا مغطاة بألواح ياكيسوغي

الاحتراق الناقص عملية كيميائية وهي احتراق غير كامل لبعض المواد الصلبة عند تعرضها لحرارة عالية. حيث يزيل التقطير الحراري بخار الماء والمركبات العضوية المتطايرة من المجموعة وتكون المادة المتبقية من الكربون الأسود في شكل مميز عن الرماد ذي اللون الفاتح. وبتأثير الحرارة، يزيل هذا الاحتراق الهيدروجين والأكسجين من المادة الصلبة ويتبقى الكربون.